# Нејт Дог
Натанијел Двејн Хејл (енгл. Nathaniel Dwayne Hale; 19. август 1969 — 15. март 2011), познатији под уметничким именом Нејт Дог (енгл. Nate Dogg), био је амерички певач, текстописац, репер и глумац.

## Биографија и каријера
Натанијел Двејн Хејл је рођен у Кларксдејлу, Мисисипи. Са 14 година преселио се у Лонг Бич услед развода његових родитеља. Са 17 година придружио се Маринском корпусу Сједињених Држава три године. Године 1991. са Снуп Догом и Вореном Џи основао групу 213. Издао је укупно три студијска албума, а углавном је имао успеха у сарадњама са Тупаком у песми „All About U”, са Др. Дреом у песми „The Next Episode”, Фифти Сентом у песми „21 Questions” и Еминемом у песми „'Till I Collapse”. Четири пута је био номинован за награду Греми. Услед компликација од више можданих удара, Нејт Дог је преминуо 15. марта 2011. године.

## Дискографија

### Соло албуми
- G-Funk Classics, Vol. 1 & 2 (1998)
- Music & Me (2001)
- Nate Dogg (2003)

### Колаборације
- The Hard Way са 213 (2004)

## Филмографија
- Doggy Fizzle Televizzle (2002—2003)
- Head of State (2003)
- The Boondocks (2008)